# Municipalité de Général Simón Bolívar
General Simón Bolívar est une des 39 municipalités de l'état de Durango dans le nord-ouest du Mexique. Son chef-lieu est le village de General Simón Bolívar. Sa superficie est de 10 041 km2.
En 2010, la municipalité a une population de 10 629 habitants, contre 9 569 habitants en 2005.
En 2010, le village de General Simón Bolívar a une population de 1 321 habitants. La municipalité a 54 localités, dont les plus importantes sont (avec la population de 2010 entre parenthèses) : San José de Zaragoza (1 321) et Ignacio Zaragoza (1 019), classifiées rurales.